# Sirada Seechaichana
Sirada Seechaichana (* 29. Januar 1986) ist eine ehemalige thailändische Leichtathletin, die sich auf den Dreisprung spezialisiert hat und auch im Weitsprung an den Start ging.

## Sportliche Laufbahn
Erste Erfahrungen bei internationalen Meisterschaften sammelte Sirada Seechaichana im Jahr 2007, als sie bei der Sommer-Universiade im heimischen Bangkok mit 5,84 m in der Weitsprungqualifikation ausschied. Anschließend gewann sie bei den Hallenasienspielen in Macau mit 5,82 m die Bronzemedaille hinter der Chinesin Chen Yaling und ihrer Landsfrau Thitima Muangjan. Zwei Jahre später belegte sie dann bei den Hallenasienspielen in Hanoi mit 6,13 m den siebten Platz im Weitsprung und wurde auch im Dreisprung mit 13,26 m Siebte. Anschließend gewann sie bei den Südostasienspielen in Vientiane mit 13,48 m die Silbermedaille im Dreisprung hinter Thitima Muangjan und klassierte sich im Weitsprung mit 6,21 m auf dem vierten Platz. 2010 nahm sie an den Asienspielen in Guangzhou teil und gelangte dort mit 12,87 m auf Rang acht im Dreisprung und erreichte im Weitsprung mit 5,84 m Rang 13. Im Jahr darauf belegte sie bei den Südostasienspielen in Palembang mit 6,02 m den sechsten Platz im Weitsprung und wurde mit 13,18 m Vierte im Dreisprung. Im März 2012 bestritt sie in Khon Kaen ihren letzten offiziellen Wettkampf und beendete daraufhin ihre aktive sportliche Karriere im Alter von 25 Jahren.
2009 wurde Seechaichana thailändische Meisterin im Weitsprung.

## Persönliche Bestleistungen
- Weitsprung: 6,21 m, 16. Dezember 2009 in Vientiane
  - Weitsprung (Halle): 6,13 m, 2. November 2009 in Hanoi
- Dreisprung: 13,48 m, 14. Dezember 2009 in Vientiane
  - Dreisprung (Halle): 13,26 m, 31. Oktober 2009 in Hanoi